# Relaciones Canadá-Cuba
Las relaciones Canadá-Cuba son las relaciones exteriores entre Canadá y Cuba. Canadá ha mantenido relaciones cordiales con Cuba, a pesar de la presión considerable de Estados Unidos, siendo la isla uno de los destinos turísticos más populares para los ciudadanos canadienses.

## Historia
Canadá estableció relaciones diplomáticas con Cuba en 1945 y mantuvo relaciones diplomáticas ininterrumpidas después de la Revolución Cubana en 1959. Cuba fue el primer país del Caribe seleccionado por el Canadá para una misión diplomática.
Las relaciones fueron especialmente cálidas en los años 70 y 80 durante el tiempo en que Pierre Elliot Trudeau era primer ministro de Canadá. Trudeau pasó tres días en Cuba y provocó una amistad de por vida con Fidel Castro. La visita fue también la primera de una nación occidental en Cuba desde 1960.
Fidel Castro se encontraba entre los portadores de papel de Pierre Trudeau en el funeral estatal de Pierre Trudeau, su funeral en el 2000.

### Negocios canadienses-cubanos
En 1994, se formó una empresa conjunta entre la Unión Cubana de Níquel y la empresa canadiense Sherritt International, que opera una planta de minería y procesamiento en la isla en Moa. Una segunda empresa, Cobalt Refinery Co. Inc., fue creada en Alberta para refinar el níquel. 
En total hay 85 empresas y subsidiarias canadienses que operan en Cuba, incluyendo cerveceros Labatt Breweries y Pizza Nova.

## Crítica de la política estadounidense
Canadá ha criticado el embargo comercial de los Estados Unidos contra Cuba y se opuso firmemente a la Ley Helms-Burton. En 1996, el ministro de Relaciones Exteriores, Lloyd Axworthy, declaró: "Canadá comparte los objetivos estadounidenses de mejorar las normas de derechos humanos y pasar a un gobierno más representativo en Cuba, pero nos preocupa que la Ley Helms-Burton adopte un enfoque equivocado. Por qué hemos estado trabajando con otros países para defender los principios del derecho internacional ".
En 1996 se introdujo un Proyecto de ley de un miembro privado, pero no se hizo ley, en el Parlamento canadiense); Esta ley llamada la Godfrey-Milliken Bill fue en respuesta a la extraterritorialidad de la Ley Helms-Burton. Godfrey-Milliken era esencialmente una parodia, y habría permitido a los descendientes de los lealistas de los Estados Unidos que huyeron de la Revolución estadounidense para poder reclamar la tierra y la propiedad que fue confiscada por el gobierno estadounidense en el siglo XVIII.
Canadá también ha protestado contra los agentes de aduanas de los Estados Unidos en los aeropuertos canadienses que intentaron atrapar a ciudadanos estadounidenses que viajan a Cuba desafiando la ley de los Estados Unidos.

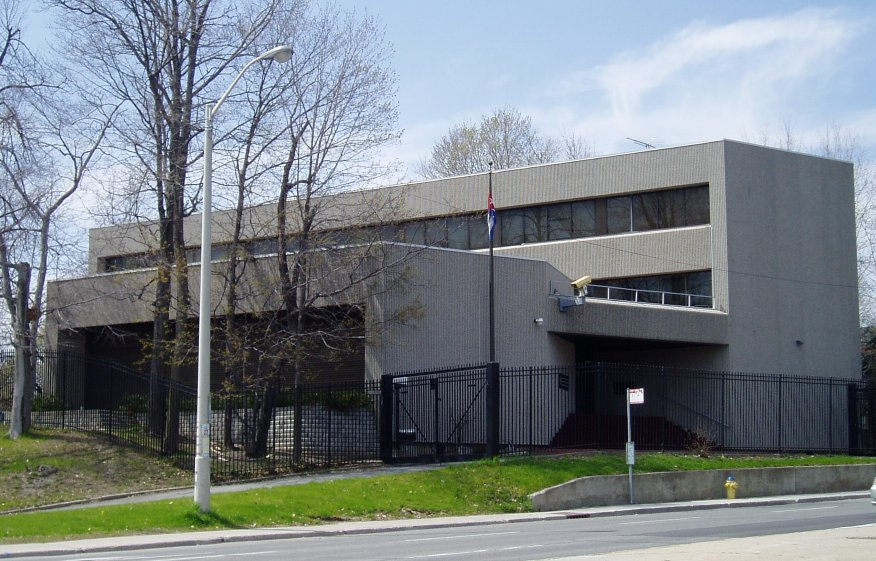
Embajada de Cuba en Ottawa

## Representación diplomática
- Canadá tiene una embajada en La Habana.
- Cuba tiene una embajada en Ottawa y consulados-generales en Montreal y Toronto.